# Analytical Review
Analytical Review fue un periódico publicado en Londres en 1788 por el editor Joseph Johnson y el escritor Thomas Christie. Parte de la República de las Letras, se trató de una publicación tábana, que ofreció a muchos lectores resúmenes y análisis de muchas y nuevas publicaciones del siglo XVIII.
Lo más destacado de Analytical Review quizá sea que siempre fue un foro para las ideas políticas, religiosas y radicales. Aunque destinado a la imparcialidad, sus artículos fueron a menudo críticas para el Gobierno Británico sobre su apoyo a la Revolución francesa. Mientras la revista tenía poca circulación de ventas por día, todavía estaba influida en la opinión popular y se temía por la administración conservadora de William Pitt. Después de 1797, el Anti-Jacobin Review, la supuesta némesis del Analytical Review, fue fundada por apoyadores del gobierno y de otros intereses relacionados; la cual criticó la política radical del Analytical, el seguimiento irreligioso y antipatriótico de los sentimientos.
Organizados en departamentos separados, cada uno con su propio jefe revisor, el Analytical Review estaba enfocado en la política, en la filosofía, la historia natural y la literatura. A fin de promover un desinteresado aire, en encuestas anónimas, firmó su trabajo con un alias inicial. Nunca se imaginaron, que la revista llegaría a interesarle a varios escritores destacados, como el poeta William Cowper, el moralista William Enfield, el médico John Aikin y la polemista Mary Wollstonecraft.   
El Analytical Review suspendió su publicación en diciembre de 1798 después de la muerte de Christie (1796) y Wollstonecraft (1797), la convicción de Johnson por libelo sedicioso (1798), y la retirada de contribuciones de otros autores. 

## Establecimiento

### Antepasado

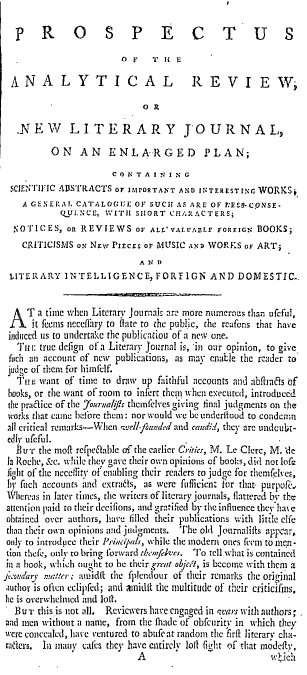
La página principal del Analytical Review (1788). Un esbozo que da la presentación de los temas a tratar por el periódico.

El Whig Monthly Review, fundado en 1749 por Ralph Griffiths, y el Tory Critical Review, fundada en 1756 por Tobias Smollett, fueron las primeras revistas dedicadas a la revisión de los libros en Gran Bretaña. Aunque se les unieron más pequeñas publicaciones como la Analytical Review, estas dos revistas dominaron el mercado durante la segunda mitad del siglo XVIII. Estas se enfocaron en la poesía, las novelas, el drama, Belles-Lettres, los libros de viaje, biografías, ciencia escrita, y otras formas populares de la literatura. Estas revistas no hicieron una revisión compleja de los trabajos teológicos y escolares, en particular los de la lengua extranjera.
Justo antes de fundar el Analytical Review, dos periódicos con similares colapsaron. El primero fue el Theological Repository (1770–73; 1784–88), cuyo papel se concentraba en la teología disidente, el clérigo y la ciencia por Joseph Priestley. Sus artículos intentaban ser rigurosos analizadores e intentaron «la liquidación de la Biblia mediante su comparación con diversos textos; divididos en una traducción exacta, puntuación correcta y capítulos; para una consida y una buen crítica; de notas explicativas y filosóficas; y finalmente mediante la adición de la doctrina moral y conclusiones». Vendido por Joseph Johnson a un precio económico para alentar a un amplio número de lectores, el Repository estuvo abierto a todas las opiniones, siempre y cuando estas se expresaran cortésmente: «En este repositorio no sólo la sala de atención es la más libre en objeciones a las catástrofes naturales o a la religión revelada, pero ellos sinceramente piden; y nada de lo que es nuevo sería rechazada, en caso de que se expresarán en términos decente». Aunque el Theological Repository fue una responsabilidad financiera para Johnson en 1771, él lo continuó publicando hasta fines de 1773 y le ayudó Priestley para renovar las publicaciones en 1774.
Un segundo antepasado del Analytical Review fue el periódico A New Review de Paul Henry Maty (publicado desde 1782 hasta 1786), que también se dedicó a la revisión de los libros y ofreció un resumen de su contenido. Como su sucesor, el A New Review prestó una atención especial a la literatura y a la introducción de literatura alemana en las librerías británicas.

### Fundación e ideas
El deceso del Theological Repository y del A New Review dejaron vacío un editorial; el arribo a Londres del autor Thomas Christie, quien se dedicó a comenzar un nuevo periódico que remplazará y que quizá más tarde fuera mejor que sus predecesores, fue el principal impulso para la creación del Analytical Review. Johnson y Christie fueron amigos mutuos de Priestley y de otras personas, y ellos combinaron su interés comenzado por un esbozo que terminó convirtiéndose en el Analytical Review.
Johnson y Christie describieron sus encuestas en su folleto «los HISTORIADORES de la República de Cartas» [énfasis original]. El estudioso de la literatura Paul Keen ha descrito la República de las Letras como una visión de la sociedad en la que «todos los individuos racionales podrían decir su opinión y en la que un público de lectores cada vez más ilustrados serían capaces de juzgar por sí mismos el mérito de argumentos diferentes». El objetivo principal del Analytical Review era facilitar a la sociedad resumiendo graves y nuevas publicaciones extranjeras y en gran profundidad que los lectores pudieran formular sus propias críticas inteligentemente. Este objetivo estaba incorporado en los títulos iniciales de: el Analytical Review; o, History of Literature, domésticos y extranjeros como, on an enlarged plan, Containing Scientific Abstracts of important and interesting Works, publicado en Inglaterra; grandes secuencias, en pequeños caracteres; avisos, o revisiones de libros valiosos; Criticism on New pieces of Music and Works of Art; y the Literary Intelligence of Europe, etc. La revista trató de evitar las obras efímeras y sólo se enfocó en revisar «obras estándar que suman grandes conocimientos a la población y que los puede llevar a vivir un día más». Johnson y Christie también intentaron evitar la edición del periódico para así evitar la configuración de los gustos del público. Los escrúpulos y la atención en este punto fueron motivo significante para ponerse examinar el trabajo en campo en primer plano y no en uno de la revisión (un objetivo compartido por muchos periódicos en el siglo XVIII). En una temprana revisada, por ejemplo, se criticó al historiador Edward Gibbon por «su frecuente e innecesario en particular a los prejuicios de las críticas de los lectores». Todos los editores firmaban con sus comentarios iniciales (a veces propios) en lugar de sus nombres. Esta práctica estuvo destinada a prevenir la aparición de la colisión entre los revisores y los autores revisados, aunque eso nunca sucedió en la práctica. También se intentó prevenir cualquier falta de ética, o falsa publicidad, o amigos o libros propios; no obstante, ambos Henry Fuseli y Mary Wollstonecraft revisaron sus propios libros para el periódico.
Dando un nuevo formato a otras publicaciones para sus lectores, Analytical Review participó en el movimiento enciclopédico del siglo XVIII, un gran movimiento que comenzó por Denis Diderot y Jean le Rond d'Alembert llamado L'Encyclopédie. Emocionados y abrumados todavía porque ellos vieron como un ingreso dramático en el conocimiento humano, los enciclopedistas de la época se encaminaron a organizar y clasificar todos estos conocimientos usando un nuevo sistema de referencia: la enciclopedia. El Analytical Review fue parte de este proyecto y sus editores creyeron que el periódico preservaría los conocimientos del pasado y del presente para el futuro. El periódico fue, de acuerdo con la Academia Nathaniel Teich, «el más importante revisor radical adoptando el formato enciclopédico para intentar alentar a la humanidad a publicar trabajos». Pero aun así, los editores encontraron muchas inutilidades en el proyecto.
El Analytical Review significó la iluminación para el público como la buena simplicidad de comunicación entre los autores separados a grandes distancias; pero lo más importante, el debate entre éstos autores podía ser leído por el público. A los autores se les otorgó un foro público en el cual podían comunicarse, periódicos como el Analytical ayudaron a delimitar a las asociaciones-ellos alentaron la profesionalización de escribir y otorgar prestigios a los escritores y a los periodistas.
Excepcionalmente para su época, el Analytical Review trajeron el lenguaje extranjero actual de las publicaciones, particularmente con lo científico, lo filósofo, o la estética curva, para esos lectores con atención. Por ejemplo, con la aprobación de la revisión por Friedrich Schiller de Fiesco (publicado por Johnson) argumentaron que muchos de los trabajos de los autores son traducidos. El Analytical también enfatizó la ética del trabajo protestante de la clase-media, especialmente sometiendo el conocimiento científico. Una cuestión celebrada exitosamente por los comerciante Británicos, también llamada «el más liberal e inteligente hombre que ha estado en Europa» por su «amor por la ciencia» y por su «patrocinio del aprendizaje del hombre».

## Organizaciones y críticos

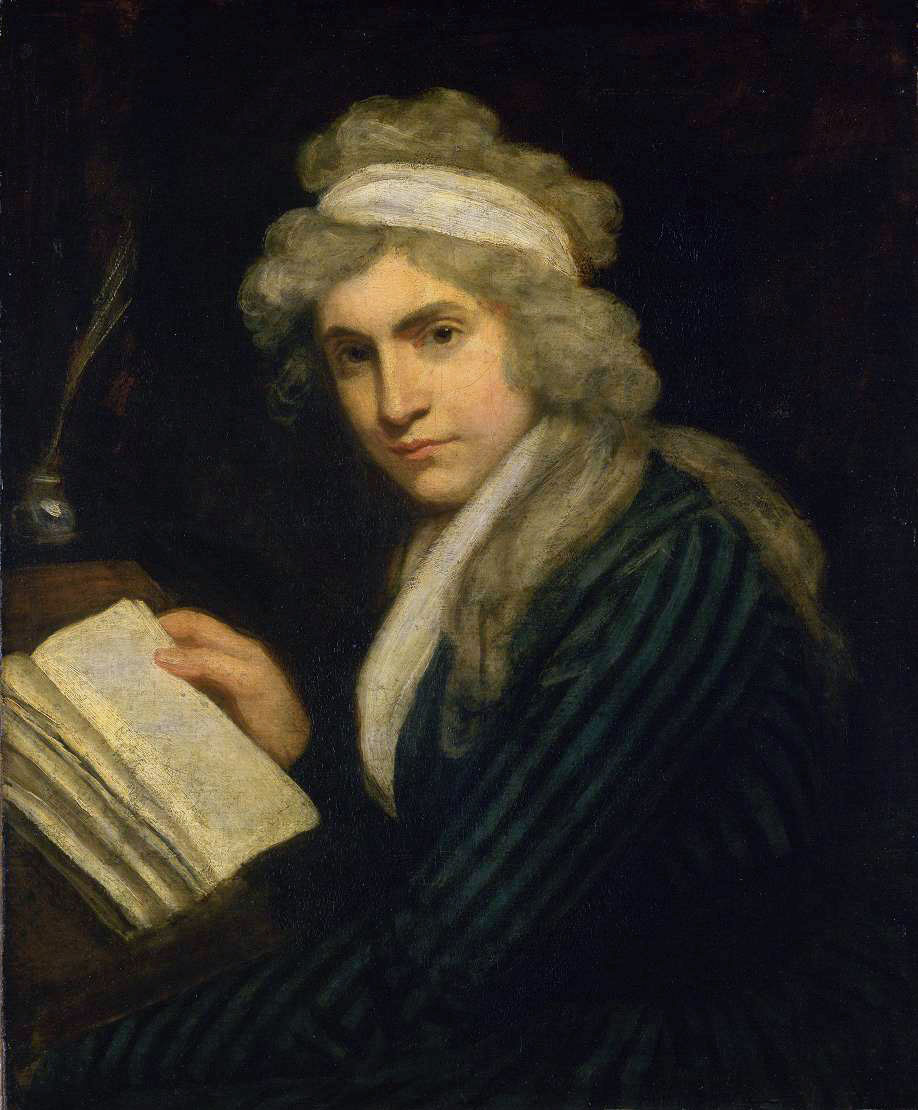
Mary Wollstonecraft, por John Opie (c. 1791). Wollstonecraft fue una amiga de Joseph Johnson y una de las mayores editores del Analytical Review.

Johnson y Christie crearon departamentos separados para ciencias prácticas, como las matemáticas, historia natural, agricultura y medicina; literatura, como la poesía, el drama, y el romance; y por último, política y religión, lo cual abarcó la forma del gobierno, teología, filosofía, moralidad, leyes, y comercio. Por cada departamento, cada quien fue un jefe crítico, aunque ambos pudieron contratar a otros. Aunque los nombres de los críticos no fueran conocidos para el público, Johnson y Christie se administraron para adquirir a grandes lumbreras: el poeta William Cowper; el popular moralista William Enfield; el escritor y médico John Aikin; la poeta y autora de literatura infantil Anna Laetitia Barbauld; el ministro unitario William Turner; el médico y crítico literario James Currie; el pintor Henry Fuseli; la escritora Mary Hays; el estudiante Alexander Geddes; y el teólogo Joshua Toulmin. Todos los críticos estaban pagados, sin embargo los estudiantes eran incapaces de trabajar a la misma velocidad que estos. Christie se vio distraído muy a menudo después de la fundación del Analytical Review, saliendo a diario para menesteres del periódico de Johnson. En 1790 quiso ir a París durante seis meses, durante el cual se reuniría con líderes revolucionarios y entablaría unos negocios; en 1792 regresó a Francia para ayudar a traducir su constitución y de la misma manera disolver sus negocios. Partió a Surinam en 1796 para recaudar fondos y desgraciadamente murió ahí.
El primer periódico del Analytical Review apareció en mayo de 1788 y el último número publicado fue en diciembre de 1798. Los números fueron publicados mensualmente con un promedio de 128 páginas. También fueron mezclados en los volúmenes, que constaba de cuatro números mensuales y un apéndice (en los volúmenes 21-28 cambiaron a una semi-publicación anual que corrió sin apéndices). Cada cuestión figura una amplia mesa de contenidos, varias de las principales revisiones constaron de 10 a 20 páginas (a veces se extendieron a una segunda cuestión), muchos comentarios, y un «catálogo de libros y folletos publicados» durante los seis meses anteriores.
En comparación con otros importantes periódicos y revistas de hoy en día, el Analytical Review tuvo una escasa circulación. Mientras tanto el Tory Critical Review y el Critical British tuvieron una circulación de 3,500 números en 1797 y la Monthly Review realizó 5,000, el Analytical Review de Johnson y Christie no alcanzó ni siquiera los 1,500. Sin embargo, era una práctica muy común durante el siglo XVIII para un individuo copiar de cada publicación ciertos artículos para que fueran leídos por muchas personas. Estudiosos han estimado que cada ejemplar de un periódico londinense, por ejemplo, fue leído por treinta personas; cafeterías y tabernas estaban bien surtidas con ejemplares de diarios y revistas, como lo fueron las bibliotecas públicas. Por tanto, la circulación de ciertos números ofrece sólo un pequeño vislumbre de cómo muchas personas realmente leían estas publicaciones.
Comenzando con el Analytical Review en su tercera cuestión, Mary Wollstonecraft pasó a ser la editora de claves para dramas, romances, y novelas. Estudiosos han especulado que sus comentarios eran firmados por las letras «M», «W», o «T», las cuales correspondían prácticamente a sus iniciales, en gran parte porque identificaron su estilo de escritura en estas piezas. Sus comentarios, cerca de 200, por lo general se caracterizaron ya que su única preocupación eran las cuestiones femeninas. La estudiosa Mitzi Myers concluye que Wollstonecraft «no sólo es un pionera feminista, sino que también una pionera de la crítica feminista, cuyo análisis de la malla entre el sexo y género inauguró el proyecto para la crítica feminista.» Wollstonecraft escribió con censura sus comentarios, criticando la pasiva novelesca de heroínas a la hora de alabarlas, como por ejemplo, los sabios y resistentes de Charlotte Turner Smith en su novela autobiográfica Emmeline (1788). Al destacar este personaje, que « [...] señala la madre con conocimientos cifra que ha sentido y pensado profundamente", lo cual se asemeja a una mujer que Wollstonecraft propone en Vindicación de los Derechos de la Mujer (1792) como «más poder [...] a sí mismos.» Ella se burló de lo «carente de originalidad, lo preceptivo, lo imitativo y lo afectado» y celebró «lo natural, lo innovador e imaginativo.» Demostrando en particular los buenos trabajos de Thomas Holcroft como Anna St. Ives (1792), Wollstonecraft celebró ese campeonato innato de nobleza y virtud sobre las obras de la aristocracia. La romanticista Anne Chandler argumenta que Wollstonecraft revisaba demostrando «un temprano conocimiento de las políticas Augustas, esbozado diversamente por John Dryden, Alexander Pope, y, en menor medida, Jonathan Swift «los cuales» pudieron ser en su insistencia una continuidad entre la integridad estética y la virtud cívica; su creencia en un diálogo metafísico entre la inteligencia humana y la naturaleza divina; y su percepción de la crítica como el tribunal apropiado para un nuevo ataque de escolaridad y búsqueda científica.» Cuando escribió su última novela, María: o, Las injusticias de la mujer (1798), Wollstonecraft tomó ventaja de su posición con Johnson y revisó un casi nada de novelas, exponiendo ella misma la vasta variedad de formas novelísticas.
Los otros críticos estuvieron centrados sin una beca. Según Eudo Mason, «el peculiar estilo de Fuseli, sus frases y citas favoritas, temas e ideas hicieron posible determinar su autoría más allá de la razonable duda en ambos casos.» Él señaló las críticas «Z.Z.» y «R.R.» (las cuales eran cerca de 40), iniciales que aparecieron a través de todo el periódico. Él también intencionalmente señaló las críticas «Y.Y.», «U.U.», «V.V.», y «L.L.» (aunque este último lo realizó otro revisor). En total, Mason hizo un recuento de 66 críticas, de las cuales 56 eran de Fuseli. Fuseli hizo que fuera una práctica revisar las obras que mencionó, obras escritas por amigos que querían ayudarlo con comentarios halagadores, trabajos artísticos, y literatura alemana (en particular obras escritas por Johann Gottfried Herder).
Geddes, quien atribuyó desde la primera cuestión, escribió cuarenta y seis artículos, en casi todos los temas eran críticas bíblicas o de historia eclesiástica. Sin embargo, dejó el Analytical en septiembre de 1793 para editar el Monthly Review. Cowper, quien probablemente presentó sus artículos bajo las iniciales «P.P.» y «G.G.», predominó la crítica de la poesía.

## Contenido y orientación política

Toma de la Bastilla durante la Revolución francesa (1789) por Jean-Pierre-Louis-Laurent Hoüel.

El Analytical Review ofreció a sus lectores un amplio acceso a la gran variedad de trabajos. En julio de 1789, cuando ocurrió la Toma de la Bastilla, el Analytical Review revisó The Rural Economy of Gloucestershire, Life of Thomas Chatterton, Transactions in Bengal, Military Operations on the Coromandel Coast, Poetry and Music of the Italian Opera, y Histoire Politique de la Revolution en France. El periódico también relajó hechos provocativos, que provocaron la molestia del público y, si era necesario, se tomarían acciones, aunque reclamaran con abogar un punto de vista con otro. Por ejemplo, cuando el filósofo y estadista Edmund Burke cuestionó su controversia política Reflexiones sobre la Revolución francesa (1790), el Analytical Review lo revisó completamente, así también hubo muchas respuestas a tal obra, como Wolstonecraft en Vindicación de los derechos de la mujer (1790), Vindiciae Gallicae (1791) por James Mackintosh, y Los derechos del hombre (1791) por Thomas Paine. Sin embargo, la mayoría de los pasajes que los críticos escogieron a la publicación vinieron de la refutación de la obra de Burke.
De acuerdo con la actitud de Joseph Johnson, el Analytical Review se atendió hacia un «radicalismo moderado», significado al que se opuso la administración de Pitt y celebró los valores generales de Los derechos del hombre de Thomas Paine. Se abogó por una reforma moderada del Parlamento, enfatizando los beneficios del gobierno representativo, y esbozando la protección otorgada por una separación de poderes. Si bien la revista apoyó los ideales de la Revolución francesa y se opuso a la Declaración de la guerra Británica contra Francia, no apoyando los violentos métodos de algunos revolucionarios. Johnson continuó con sus intentos para permanecer en el centro de los debates políticos, argumentando que el factionalismo era perjudicial para el gobierno.